# Riccardo Petrella
Riccardo Petrella, geboren op 5 augustus 1941 in La Spezia (Ligurië), is een politicoloog en Italiaanse economist, doctor in de politicologie aan de Universiteit van Florence (Italië). Als docent aan de Université catholique de Louvain staat hij in een traditie waarin christendom, personalisme en solidariteit hand in hand gaan. In 1991 stichtte hij de groep van Lissabon, samengesteld uit 21 leden uit de academische wereld, het bedrijfsleven, de journalistiek en de cultuur, om de mondialisering kritisch tegen het licht te houden.

## Biografie
In 1965 werd hij wetenschappelijk secretaris en daarna directeur van het Europees Centrum voor onderzoekscoördinatie in de Sociale Wetenschappen in Wenen (Oostenrijk). In 1976 verhuisde hij naar Frankrijk en werd er senior researcher van de Internationale raad van de Sociale Wetenschappen te Parijs en werd ook fellow van de Ford Foundation. 
In 1978 ging hij in België werken aan het hoofd van het FAST programma (Forecasting and Assessment in Science and Technology) van de Europese Commissie van de Europese Gemeenschap te Brussel waar hij aan de slag bleef tot 1994. Sinds 1982 is hij gastprofessor en werd daarna buitengewoon hoogleraar aan de Université catholique de Louvain waar hij vooral doceerde over mondiale economie.
In 1991 heeft hij de Groep van Lissabon opgericht. Vanaf het watermanifest, stichtte hij in 1997 het Internationaal Comité voor een globaal watercontract (waarvan hij algemeen secretaris is). Sinds 1999 was hij ook gastprofessor aan de Vrije Universiteit Brussel en professor in de menselijke ecologie aan de Accademia di Architettura de Mendrisio (Zwitserland). 
Vanaf 2003 werd hij initiatiefnemer van de Universiteit van het Gemeengoed waarvan de experimentele werken debuteerden in Italië (Waterfaculteit) en in België (Faculteit van de kentering).
In 2006 ging hij op emeritaat. Hij werd gelauwerd als met een eredoctoraat van de Universiteit van Umeå, de Universiteit van Roskilde, de Katholieke Universiteit Brussel, de Universiteit van Mons, het Polytechnisch Instituut van Grenoble en de Universiteit van Quebec in Montréal.

## Verdediging van de universele recht op water
Petrella constateerde namelijk dat de woestijnvorming, verzilting, verwoesting van vochtige zones en de uitputting van de grondwatertafel toenamen, de moeilijkheden of de onmogelijkheid om toegang te krijgen tot water vormden een toenemende bron van conflicten (wateroorlogen in Klein-Azië, het Midden-Oosten en Azië; gewelddadige straatconflicten te Karachi in 1998 na 48 uur onderbreking van de waterverdeling; een miljoen mensen stierven bijna van honger en dorst in Papoea-Nieuw-Guinea tijdens de droogte van 1997 terwijl in Manilla 40% van de bevolking dorst lijdt en 50% van het water verloren ging door middel van gaten in het waternetwerk en vervuild toen het zich vermengde met het reeds gebruikte water (dat niet gezuiverd werd door een fout in het watersaneringssysteem).
Het beschikbare water was overal (erg) vervuild en het drinkbaar water werd grotendeels verspild (bijvoorbeeld in toiletten of door middel van de netwerkmazen).

### Wereldwatercontract
In de jaren 1990 profileerde R. Petrella zich sterk m.b.t. de bescherming van het water, eerst m.b.t. het idee van een mondiaal watermanifest (initiatief van de Groep van Lissabon en van het Fundaçào Mario Soares, gedragen door het Comité ter bevordering van het globale watercontract, voorgezeten door Mario Soares en in een reünie van de Afrikaanse verantwoordelijken, Zuid-Amerikanen, Aziaten en West-Europeanen), die als principe heeft dat het water gemeengoed is, direct gerelateerd aan burgerschap en democratie. Een ondertitel van het manifest stelt dat «elke waterpolitiek een hoge graad van democratie op lokaal, nationaal, continentaal en mondiaal niveau impliceert». De toegang tot water gebeurt noodzakelijkerwijs door partnerschap: het is tijd om de logica van oorlogsheren te overstijgen (de economische gevechten voor de marktoverheersing en -verovering); het recht op water is een recht dat onvervreemdbaar is, zowel individueel als collectief. 
Dat is de reden waarom Petrella in 1997 het Internationaal Comité heeft opgericht voor een mondiaal watercontract. Hij is ook algemeen secretaris van dit comité. Hij stelt dat partnerschappen voor water niet formeel dienen te zijn en gebaseerd op de commerciële logica en privé-interesses of de competitie voor de waterbronnen en het veroveren van de watermarkt –zoals dit wordt gestuurd door grote Franse waterbedrijven (Suez, Veolia) – omdat water meer is dan een economisch bezit (of een handelsgoed). Het is een noodzakelijke doelstelling iedereen deze toegang tot water te verlenen en het vereist een geïntegreerd (herstel)beheer en een duurzaam en solidair gebruik van de waterbronnen. 
R. Petrella maakt zich zorgen als hij ziet dat de openbare diensten die het water leveren of behandelen geleidelijk aan voorbijgestoken worden door privébedrijven, ze controleren een groot deel van de meest vitale bronnen (blauw goud): op het einde van de jaren 1990 citeerde hij de Bechtel Group in de V.S. of de Lyonnaise des Eaux in Frankrijk (die in 1997 en 1998 waterbeheercontracten voor 10 van de grote wereldsteden binnenrijfde). Hij klaagde de uitstap aan van het lokale waterbeheer ten gunste van een machtsovername door “nieuwe heren” voor wie het water een bron van macht, rijkdom en dominantie is. 
Hij heeft een wereldwatercontract voorgesteld dat rust op het principe dat water toebehoort aan alle aardebewoners en dat het levensnoodzakelijk is net zoals zuurstof. Deze twee dezelfde principes werden in het leven geroepen door Henry George die dit systeem bepleitte om van «de aarde een gemeengoed te maken», het privébezit van water heeft geen logische of morele basis (net zoals het privébezit van lucht). Het voorgestelde contract heeft een dubbele bedoeling: 
- Basistoegang tot water (beschouwd als gemeengoed) voor allen
- Solidair en ondersteund waterbeheer, wat een solidariteitsverplichting en globale en lokale coherentie impliceert die de vrijheden en rechten van de toekomstige generaties vrijwaart en blijk heeft van respect tegenover het ecosysteem van de aarde.

### Privatisering van het gemeengoed “water”
Tien jaar later observeert hij dat de wereld slachtoffer is van een wereldwijde mythe, opgezet door de industriële waterlobby’s (en meer specifiek de grote Franse waterbedrijven). Ze hebben de Wereldbank en de overheden overtuigd dat enkel geld het rationele gedrag van individuen kan sturen en enkel geld het water waarde kon bezorgen – privatisering was dan een middel om het beter te beheren en beschermen. De industrie heeft interesse getoond voor een «publiek-privé partnerschap» (PPP), waarin het publiek de regels vastlegt maar zich ook op die manier de belastingen ontzegt die vroeger de grote waterinfrastructuur betaalden. Petrella klaagt aan dat waterleidingen, dammen, vochtige zones, enz. het risico lopen om door de privésector enkel nog gefinancierd (en onderhouden) te worden voor de rijksten gezien er snelle ‘’return on investment’’ verwacht wordt. Petrella klaagt ook aan dat de mondiale Waterfora en de mondiale Raad voor Water in het leven geroepen werden door privébedrijven (in 2009 geleid door de voorzitter van de Franse maatschappij Eau de Marseille, waarvan het kapitaal voor een groot deel bezit is van Suez en Veolia). 
Petrella noteert ook dat we betalen voor de kost van de leidingen en distributie en niet de reële waarde (misschien onschatbaar) van de ecologische diensten die de watercyclus onderhouden en de zuivering door het ecosysteem. Het is bovendien de uiteindelijke consument die meer en meer betaalt voor water, onafhankelijk van de manier waarop hij of zij het water al dan niet gaat verspillen en vervuilen. De waterlobby’s hebben volgens Petrella de wereld doen geloven dat «het water het water bekostigt»; de privatisering leidt tot verminderde belastinginkomsten voor die gemeenschappen die het waterbeheer toevertrouwden aan de privésector. Zo ontzeggen ze zich de mogelijkheid om een evenwichtig beheer uit te voeren van het water.
Petrella stelt dat de voorstanders van de waterprivatisering en het PPP zich vergissen en de burgers bedriegen door te bevestigen dat het de zorg is van de economie (die onze handelingen stuurt). Hij wijst met name op het gebruik van drinkwater in de spoeling van toiletten (30 à 40% van het verbruik van een gezin die een westerse levensstijl heeft). Zo heeft Italië een jaarlijks verbruik heeft dat equivalent is aan de totale behoefte aan drinkbaar water in heel Afrika. Het gebruik van grijs water zou een jaarlijkse besparing van miljarden liters drinkbaar water toelaten.
De tweede Wereldtop van de Aarde (Johannesburg, 2002) was vooral gewijd aan het water maar via openbare-privé partnerschappen. In 2009 constateerden R. Petrella en zijn collega’s geen significante vooruitgang en voerden ze actie omdat ieder een minimaal recht heeft op toegang tot water. Terwijl men ongeveer 7 miljard mensen in onderhoud moet kunnen voorzien, waren er, volgens de UNO: 
- 400 miljoen mensen voor wie water in handen was van de privésector (voor bijna de helft in handen van Franse bedrijven of hun filialen);
- bijna 3 miljard mensen die niet beschikten over toiletten en op deze wijze erg blootgesteld zijn aan ziektes veroorzaakt door vervuild water;
- 2 miljard personen eenvoudigweg zonder toegang tot drinkbaar water;
- Een toenemende vervuiling van bodems, rivieren en oceanen, alsook verwoestijning.

Petrella zegt dat het water – net zoals andere ecologische problemen – een prioritair wereldprobleem is en dat, niettegenstaande de oplossingen gekend en toepasbaar zijn, de energie (olie, gas, steenkool, kernenergie) in het achterhoofd blijft (met in 2009 de financiële en economische crisis) in de agenda van de regeringsleiders. Samen met Petrella voegt Maude Barlow eraan toe dat ons slecht waterbeheer (door middel van ontbossing, irrigatie, irrationele drainage en verwoestijning) bovendien de klimaatverstoringen en hun impact nog verergert.

### Voor een burgerprogramma omtrent water
In 2009 stelde Petrella dus voor aan de burgers om coöperatief een watermemorandum op te stellen (met ondersteuning van het Europees Parlement), dat geen verplichting zou zijn maar een soort burgerprogramma, dat voorloopt op de overheden die tergen om over overeenstemming te vinden omtrent deze vraag: er bestaat een wereldconventie over de biodiversiteit en een conventie en protocol over het klimaat, maar er is er geen aangaande water, bodem of bos). 
Petrella richt zich ook tot leiders en verantwoordelijken: «vrede stichten met het water» impliceert het overstijgen van grenzen, van politieke tegenwind en van sommige aspecten van de nationale soevereiniteit. Deze waren noodzakelijk voor de vrede in de 19de eeuw maar zijn vandaag erg tegengesteld zijn aan een gemeenschappelijk beheer van natuurlijke levensbronnen. Ze worden zelfs juist een bron van onrechtvaardigheid, toename van ongelijkheden en het wanbeheer van de reserves). De natuurlijke bronnen dienen beschouwd te worden als gemeengoed van het mensdom. Petrella verwondert er zich aldus over dat men bijna alles gemondialiseerd heeft (transport, handel, landbouw, cultuur, financiering,…) maar men nog altijd niet in staat is om een gelijkwaardige toegang tot de waterbronnen te garanderen. Hij suggereert een nieuwe soevereiniteit die gedeeld is en verantwoordelijk is (tegenover het water en de natuurlijke waterbronnen).

## Petrella als verdediger van het openbare goed
Zijn meer algemene standpunten tegen de omvormen van het natuurlijke milieu tot koopwaar en voor de verdediging van het algemeen belang tegen de privatisering van levensnoodzakelijke goederen zoals water, of nog het onvoorwaardelijk toekennen van een basisinkomen maken Petrella, bij het begin van de 21ste eeuw een van de emblematische figuren van het altermondialisme.

## Werken
- La renaissance des cultures régionales en Europe, 1978
- Limites à la compétitivité, 1995
- Le bien commun : éloge de la solidarité, édition Labor, coll. « Quartier libre », 1996 ISBN 9782804011109
- (sous la direction de), L'eau : res publica ou marchandise ? (2003)
- Le Manifeste de l'eau, 1998
- Désir d'humanité : le droit de rêver, 2004
- Pour une nouvelle narration du monde, 2007
- Au nom de l'humanité, 2015